# يان د. كلارك (مؤرخ)
يان د. كلارك (بالإنجليزية: Ian D. Clark)‏ هو مؤرخ أسترالي، ولد في 1958.